# 나보름
나보름은 대한민국의 가수다. 2017년 나보름 해금 찬양 1집 '평화 평화로다'로 데뷔했다.

## 방송
- 우리소리 찬양한마당 (2022) - Top21

## 음반
- 나보름 해금 찬양 1집 '평화 평화로다' (2017)